# مریلین برنز
مریلین برنز (انگلیسی: Marilyn Burns؛ ۷ مهٔ ۱۹۴۹ – ۵ اوت ۲۰۱۴) هنرپیشه اهل ایالات متحده آمریکا بود. وی بین سال‌های ۱۹۷۴ تا ۲۰۱۴ میلادی فعالیت می‌کرد.
از فیلم‌هایی که وی در آن نقش داشته است می‌توان به کشتار با اره‌برقی در تگزاس اشاره کرد.